# Leichtathletik-Europameisterschaften 1969/Teilnehmer (DDR)
Der DVfL der DDR hatte für die Leichtathletik-Europameisterschaften 1969 in Athen insgesamt 62 Sportler nominiert, 37 Männer und 25 Frauen. Unter den Nominierten befanden sich fünf Titelverteidiger von Budapest sowie zwei Olympiasieger von 1968.

## Erfolge
Die DDR-Mannschaft belegte in der Medaillenwertung mit 11 Gold-, 7 Silber und 7 Bronzemedaillen den ersten Platz. Die Frauen holten in 6 von 14 Wettbewerben, die Männer in 13 von 18 Wettbewerben, bei denen sie antraten, eine Medaille. Erfolgreichste Athletin war die erst 19-jährige Petra Vogt, die drei Titel gewann.  Des Weiteren wurden durch DDR-Athleten sechs Europameisterschaftsrekorde aufgestellt.

## Nominierte Athleten
| Disziplin      | Männer                                                      | Männer                                                                  | Männer                    | Frauen                                                              | Frauen                                                      | Frauen                                |
| Disziplin      | Athlet                                                      | Sportclub/Verein                                                        | Platzierung               | Athlet                                                              | Sportclub/Verein                                            | Platzierung                           |
| -------------- | ----------------------------------------------------------- | ----------------------------------------------------------------------- | ------------------------- | ------------------------------------------------------------------- | ----------------------------------------------------------- | ------------------------------------- |
| 100 m          | Hermann Burde Peter Haase Hans-Jürgen Bombach               | ASK Vorwärts Potsdam ASK Vorwärts Potsdam SC Dynamo Berlin              | 5. Platz 7. Platz Vorlauf | Petra Vogt Karin Balzer Regina Höfer                                | SC Chemie Halle SC Leipzig                                  | 5. Platz 6. Platz                     |
| 200 m          | Hermann Burde Hans-Jürgen Bombach                           | ASK Vorwärts Potsdam SC Dynamo Berlin                                   | 4. Platz                  | Petra Vogt Renate Meißner                                           | SC Chemie Halle SC Motor Jena                               | Gold · Silber                         |
| 400 m          |                                                             |                                                                         |                           | Hannelore Middecke                                                  | SC Motor Jena                                               | 4. Platz                              |
| 800 m          | Dieter Fromm Manfred Matuschewski Erhard Schulze            | SC Turbine Erfurt ASK Vorwärts Potsdam                                  | 8. Platz                  | Barbara Wieck Gertrud Schmidt                                       | SC Empor Rostock SC Traktor Schwerin                        | 4. Platz Vorlauf                      |
| 1500 m         |                                                             |                                                                         |                           | Regine Kleinau Gunhild Hoffmeister Waltraud Pöhland                 | SC DHfK Leipzig SC Cottbus SC Motor Jena                    | 6. Platz 11. Platz Vorlauf aufgegeben |
| 5000 m         | Bernd Dießner                                               | ASK Vorwärts Potsdam                                                    | 4. Platz                  |                                                                     |                                                             |                                       |
| 10.000 m       | Jürgen Haase                                                | SC Leipzig                                                              | Gold                      |                                                                     |                                                             |                                       |
| Marathon       | Jürgen Busch                                                | ASK Vorwärts Potsdam                                                    | 4. Platz                  |                                                                     |                                                             |                                       |
| 100 m Hürden   |                                                             |                                                                         |                           | Karin Balzer Bärbel Podeswa Regina Höfer                            | SC Leipzig SC Chemie Halle SC Leipzig                       | 6. Platz                              |
| 110 m Hürden   | Raimund Bethge Frank Siebeck                                | ASK Vorwärts Potsdam SC Leipzig                                         | 5. Platz Zwischenlauf     |                                                                     |                                                             |                                       |
| 4 × 100 m      | Günter Gollos Peter Haase Hermann Burde Hans-Jürgen Bombach | ASK Vorwärts Potsdam SC Dynamo Berlin                                   | 5. Platz                  | Regina Höfer Renate Meißner Bärbel Podeswa Petra Vogt               | SC Leipzig SC Motor Jena SC Chemie Halle SC Chemie Halle    | Gold · Gold · Gold · Gold             |
| 4 × 400 m      |                                                             |                                                                         |                           | Roswitha Becker Waltraud Birnbaum Ingelore Lohse Hannelore Middecke | SC Dynamo Berlin SC Magdeburg SC Chemie Halle SC Motor Jena | 5. Platz                              |
| 20-km-Gehen    | Gerhard Sperling Hans-Georg Reimann                         | TSC Berlin SC Dynamo Berlin                                             | 5. Platz 6. Platz         |                                                                     |                                                             |                                       |
| 50-km-Gehen    | Christoph Höhne Peter Selzer Burkhard Leuschke              | SC Dynamo Berlin SC Dynamo Berlin                                       | disqualifiziert           |                                                                     |                                                             |                                       |
| Weitsprung     | Klaus Beer Max Klauß                                        | SC Dynamo Berlin SC Einheit Dresden                                     | 4. Platz 6. Platz         | Kristina Hauer                                                      | SC Einheit Dresden                                          | 4. Platz                              |
| Dreisprung     | Klaus Neumann Jörg Drehmel                                  | SC Dynamo Berlin ASK Vorwärts Potsdam                                   | 6. Platz                  |                                                                     |                                                             |                                       |
| Hochsprung     | Herbert Hüttl                                               | SC Magdeburg                                                            | 22. Platz                 | Rita Schmidt Karin Schulze                                          | SC DHfK Leipzig SC DHfK Leipzig                             | 4. Platz 5. Platz                     |
| Stabhochsprung | Wolfgang Nordwig Joachim Bär                                | SC Motor Jena SC Dynamo Berlin                                          | 6. Platz                  |                                                                     |                                                             |                                       |
| Kugelstoßen    | Dieter Hoffmann Heinz-Joachim Rothenburg Hans-Peter Gies    | ASK Vorwärts Potsdam SC Dynamo Berlin SC Dynamo Berlin                  | Gold · Silber · Bronze    | Margitta Gummel Marita Lange Renate Boy                             | SC DHfK Leipzig SC Chemie Halle SC Empor Rostock            | 5. Platz                              |
| Diskuswurf     | Hartmut Losch Lothar Milde Günter Schaumburg                | ASK Vorwärts Potsdam SC Chemie Halle ASK Vorwärts Potsdam               | 7. Platz                  | Karin Illgen Gabriele Hinzmann                                      | SC DHfK Leipzig SC DHfK Leipzig                             | 8. Platz                              |
| Hammerwurf     | Reinhard Theimer Jochen Sachse                              | TSC Berlin SC Karl-Marx-Stadt                                           | 5. Platz                  |                                                                     |                                                             |                                       |
| Speerwurf      |                                                             |                                                                         |                           | Marion Lüttge                                                       | SC DHfK Leipzig                                             | 7. Platz                              |
| Fünfkampf      |                                                             |                                                                         |                           | Burglinde Pollak Monika Peikert                                     | ASK Vorwärts Potsdam SC Cottbus                             | 8. Platz 12. Platz                    |
| Zehnkampf      | Joachim Kirst Herbert Wessel Rüdiger Demmig Manfred Tiedtke | ASK Vorwärts Potsdam SC DHfK Leipzig ASK Vorwärts Potsdam SC Motor Jena | 5. Platz Ersatzstarter    |                                                                     |                                                             |                                       |

Weiterhin war der Sprinter Detlef Lewandowski vom SC Dynamo Berlin nominiert, der aber nicht zum Einsatz kam.

## Medaillen und Teilnehmer je Verein
Die Aktiven verteilten sich auf 14 verschiedene Leistungssportzentren, wovon allerdings nur acht Sportclubs Medaillengewinner bejubeln konnten. Erfolgreichster Sportclub war der SC Chemie Halle, dessen Starterin Petra Vogt allein drei Titel gewann. 
| Platz | Sportclub/Sportverein | Teilnehmer | Goldmedaille – Europameister | Silbermedaille – 2. Platz | Bronzemedaille – 3. Platz | Medaillen gesamt |
| ----- | --------------------- | ---------- | ---------------------------- | ------------------------- | ------------------------- | ---------------- |
| 1     | SC Chemie Halle       | 5          | 4                            | 1                         | 2                         | 7                |
| 2     | ASK Vorwärts Potsdam  | 14         | 3                            | 1                         | 0                         | 4                |
| 3     | SC Leipzig            | 4          | 3                            | 0                         | 0                         | 3                |
| 4     | SC Motor Jena         | 5          | 2                            | 1                         | 0                         | 3                |
| 5     | SC Dynamo Berlin      | 12         | 1                            | 2                         | 2                         | 5                |
| 6     | SC Turbine Erfurt     | 2          | 1                            | 0                         | 1                         | 2                |
| 7     | SC DHfK Leipzig       | 7          | 0                            | 2                         | 1                         | 3                |
| 8     | TSC Berlin            | 2          | 0                            | 0                         | 1                         | 1                |
| 9     | SC Magdeburg          | 2          | 0                            | 0                         | 0                         | 0                |
| 9     | SC Empor Rostock      | 2          | 0                            | 0                         | 0                         | 0                |
| 9     | SC Karl-Marx-Stadt    | 1          | 0                            | 0                         | 0                         | 0                |
| 9     | SC Einheit Dresden    | 2          | 0                            | 0                         | 0                         | 0                |
| 9     | SC Cottbus            | 2          | 0                            | 0                         | 0                         | 0                |
| 9     | SC Traktor Schwerin   | 1          | 0                            | 0                         | 0                         | 0                |